# فرهاد رجبی
فرهاد رجبی (زادهٔ ۱۳۵۳ در صومعه سرا) محقق، نویسنده، پژوهشگر، شاعر و دانشیار دانشگاه گیلان می‌باشد.

## زندگی‌نامه
فرهاد رجبی در مورخه ۱ بهمن ۱۳۵۳ در شهر صومعه سرا از توابع استان گیلان زاده شد. وی پس از اتمام تحصیلات عمومی در مدارس شهر خود، وارد دانشگاه گیلان شد و در رشته زبان و ادبیات عربی به تحصیل مشغول گشت. او پس از طی دوران آموزش عالی توانست در رشته زبان و ادبیات عرب، عضو هیئت علمی دانشگاه گیلان گردد.

## تحصیلات
رجبی دارای دکترای تخصصی زبان و ادبیات عربی از دانشگاه تهران، فوق لیسانس زبان و ادبیات عربی از دانشگاه فردوسی، لیسانس زبان و ادبیات عربی از دانشگاه گیلان می‌باشد. فرهاد رجبی دارای عنوان دانشگاهی دانشیار و مدیر گروه رشته زبان و ادبیات عرب دانشگاه گیلان می‌باشد. وی در همایش بین‌المللی ادبیات مقارن در تونس توانست به همراه دو استاد دیگر ایرانی تحسین همگان را برانگیزد.

## مجموعه اشعار فارسی
رجبی علاوه بر تخصص در ادبیات عربی، دارای سه  مجموعه شعر فارسی نیز می‌باشد که توسط انتشارات ایلیا و شانی منتشر شده اند. مجموعه‌های گم شدن در بن‌بست،  پلکی به فکر دور و 
من با درخت‌های جهان هم ‌ریشه‌ام،  از آثار شعری فرهاد رجبی می‌باشند که در قالب‌های گذشته و نو سرود شده و مورد نقد و بررسی قرار گرفته است.
نمونه اشعار فرهاد رجبی در قالب‌های سنتی و نو :
گیریم که راه آسمان باز شود
پرواز کبوترانه آغاز شود
اما چه‌کسی شنیده درکنج قفس
پرپر زدنت شبیه پرواز شود !؟
* * * *
علم بهتر است یا ثروت؟
نوشته بودم بخوانم
پدرم اما
انشایم را
به جای قسط‌هایش پرداخت کرده بود..

## آثار ادبی
از جمله مهم‌ترین آثار ادبی وی در زمینه ادبیات که در پژوهشگاه علوم انسانی و مطالعات فرهنگی منتشر شده، به شرح ذیل می‌باشد:
- تبلور سوررئالیسم در شعر هوشنگ ایرانی و مجموعة سریال
- واکاوی معنای زمستان در دو شعر (عبدالصبور و شهریار)
- عناصر القصه فی شعر عبد الوهاب البیاتی
- دیگرگرایی در هوای تازه و أباریق مهشّمه
- تحلیل شخصیت زن در دو رمان سنگ صبور و میرامار با تکیه بر شخصیت «گوهر و زهره»
- رسالت طنز در شعر میرزاده عشقی و احمد مطر[۶]
- شورش در شعر امل دنقل و نصرت رحمانی
- رویکردهای انسانی به «شهر» در شعر معاصر عربی و فارسی
- دغدغه‌های اجتماعی شعر عبدالوهاب البیاتی و مهدی اخوان ثالث

## مقالات
مقالات منتشر شده از سوی پایگاه مجلات تخصصی نور به شرح ذیل می‌باشد:
- تبیین عناصرادبیات روستایی در «نفرین زمین» و «الربیع العاصف»
- نگاهی پژوهشی به نصوص حیة من الأدب العربی المعاصر
- عناصر القصة فی شعر عبد الوهاب البیاتی
- تبلور سوررئالیسم در شعر هوشنگ ایرانی و مجموعهٔ سریال
- دیگرگرایی در هوای تازه و أباریق مهشمه (علمی - پژوهشی)
- کارکرد لفظی و معنوی تکرار در شعر احمد مطر و عمران صلاحی
- رسالت طنز در شعر میرزاده عشقی و احمد مطر
- شورش در شعر امل دنقل و نصرت رحمانی
- تحلیل شخصیت زن در دو رمان سنگ صبور و میرامار با تکیه بر شخصیت «گوهر و زهره»
- مرگ زندگی بخش در شعر بدر شاکر السیاب و نیما یوشیج
- رویکردهای انسانی به «شهر» در شعر معاصر عربی و فارسی
- دغدغه‌های اجتماعی شعر عبدالوهاب البیاتی و مهدی اخوان ثالث

### مقالات دانشگاهی
- شورش در شعر امل دنقل و نصرت رحمانی[۸]
- رسالت طنز در شعر میرزاده عشقی و احمد مطر[۹]